# Distretto di San José de Ushua
Il distretto di San José de Ushua è uno dei dieci distretti della provincia di Paucar del Sara Sara, in Perù. Si trova nella regione di Ayacucho e si estende su una superficie di 17,33 chilometri quadrati.

Istituito il 20 dicembre 1955, ha per capitale la città di San José de Ushua; nel censimento del 2005 contava 193 abitanti.